# Черноборский
Черноборский — посёлок в Чесменском районе Челябинской области России. Административный центр Черноборского сельского поселения.

## География
Через посёлок протекает река Чёрная. Расстояние до районного центра села Чесмы 24 км.

## Население
| 2002 | 2010  | 2011  | 2012  | 2013  |
| ---- | ----- | ----- | ----- | ----- |
| 1298 | ↗1350 | ↗1399 | →1399 | ↘1354 |

По данным Всероссийской переписи, в 2010 году численность населения посёлка составляла 1350 человек (641 мужчина и 709 женщин).

## Улицы
Уличная сеть посёлка состоит из 10 улиц и 13 переулков.